# Liste des cartes et plans de Trois-Rivières
Cet article présente une liste des cartes et plans de la ville de Trois-Rivières, en Mauricie, au Québec.
La ville actuelle de Trois-Rivières a été formée en 2002 par la fusion des anciennes villes de Trois-Rivières, Cap-de-la-Madeleine, Sainte-Marthe-du-Cap, Saint-Louis-de-France, Trois-Rivières-Ouest et Pointe-du-Lac.
(Note : Cette liste ne traite que de l'ancienne ville de Trois-Rivières et doit être complétée pour y ajouter les cartes et plans des cinq autres anciennes villes.)
| Année      | Titre | Caractéristiques | Illustration | Source                      |
| ---------- | --- | --- | ------------ | --------------------------- |
| 1634       | Fort de Trois-Rivières, reconstitution par José Morin, 2009 | |              |                             |
| 1650       | Les Trois-Rivières, propriétés rurales, reconstitution par Montarville Boucher de la Bruère, 1928 | |              |                             |
| 1650       | Les Trois-Rivières, plan de la ville, reconstitution par Montarville Boucher de la Bruère, 1928 | |              |                             |
| 1660       | Concession dans le fort Saint-François, reconstitution par Maurice Loranger, 1987 | |              |                             |
| 1663       | Reconstitution par Marcel Trudel, 1973 | |              |                             |
| 1674       | La Seigneurie de La Madeleine (située au Cap-de-la-Madeleine), reconstitution par Marcel Trudel, 1998 | |              |                             |
| 1674       | La banlieue des Trois-Rivières, reconstitution par Marcel Trudel, 1998 | |              |                             |
| 1674       | Trois-Rivières, le bourg et ses abords, reconstitution par Marcel Trudel, 1998 | |              |                             |
| 1674       | De la commune des Trois-Rivières à la Pointe-du-Lac, les terres et les seigneuries, reconstitution par Marcel Trudel, 1998 | |              |                             |
| 1685       | « Les 3 rivieres », plan, par anonyme | Au verso: « Envoyé par M. de Nonville, 13 novembre 1685 ». Échelle 14 cm pour 100 toises [1/1 392e]. Dessin à la plume aquarellé sur papier, format 24,2 cm x 33,3 cm, Archives nationales de France, Collection Archives nationales d'outre-mer, Dépôt des Fortifications des Colonies, Cote : FR CAOM 03DFC459C |              | CAOM 03DFC459C en ligne ici |
| 1685       | Bourg des Trois-Rivières, reconstitution par François Villemaire, 2009 | |              |                             |
| 1704       | « Plan de la ville des 3 rivières levé en l'année 1704 », plan cadastral, par Jacques Levasseur de Néré | Plan cadastral détaillé montrant l'ancienne et la nouvelle enceinte projetée, les édifices publics et les habitations. En plus d'une légende sous le titre, une colonne de «renvoi» à droite du plan indique les noms des propriétaires. Le mémoire n°460 de Levasseur de Néré accompagne ce plan. Échelle 9,8 cm pour 70 toises [1/1 392e]. Dessin à la plume aquarellé sur papier, format 40,7 cm x 56,7 cm, Archives nationales de France, Collection Archives nationales d'outre-mer, Dépôt des Fortifications des Colonies, Cote : FR CAOM 03DFC461B |              | CAOM 03DFC461B en ligne ici |
| 1709       | Vue de Trois-Rivières, par Catalogne et Decouagne | |              |                             |
| 1709       | Suitte du gouvernement des trois rivières qui comprent en descendant le fleuve Saint-Laurent depuis la sortie du lac Saint-Pierre jusqu'à Ste. Anne. levée en 1709 par les ordres de Monseigneur le Comte de Ponchartrain commandeur des ordres du Roy ministre et secrétaire d'estat / par le Sr. Catalogne lieutenant des troupes ; et dressée par Jean Baptiste Decoüagne | |              | en ligne ici                |
| 1721       | « Vue de la ville de Trois-Rivières en Canada », par anonyme | Dessin à la plume aquarellé sur papier, format 20,8 cm x 42,7 cm, Archives nationales de France, Collection Archives nationales d'outre-mer, Dépôt des Fortifications des Colonies, Cote : FR CAOM 03DFC464C |              | CAOM 03DFC464C en ligne ici |
| 1760       | Carte, par Murray | |              |                             |
| 1760       | Vue de Trois-Rivières, par British Magazine | |              |                             |
| 1784       | Vue de Trois-Rivières, par James Peachy | |              |                             |
| v1806-1810 | Vue de Trois-Rivières, par John Lambert | |              |                             |
| 1815       | Carte, par Bouchette | |              |                             |
| 1815       | Plan, par Bouchette | |              |                             |
| 1816       | Plan, par Noiseux et Baillargé | |              |                             |
| 1823       | Carte, par E.W. Dunford | |              |                             |
| 1831       | Carte, par Bouchette | |              |                             |
| 1867       | Plan | |              |                             |
| 1879       | Atlas, par Hopkins | |              |                             |
| 1881       | Plan du port, par Balcer | |              |                             |
| 1881       | Vue à vol d’oiseau | |              |                             |
| 1888       | (voir 1903) | |              |                             |
| 1903       | Plan d’assurances, par Goad | |              |                             |
| 1910       | Plan d’assurances, par Goad | |              |                             |
| 1929       | Plan d’assurances | |              |                             |
| 1955       | Plan d’assurances | |              |                             |